# Nowe Mursy
Nowe Mursy – wieś w Polsce położona w województwie mazowieckim, w powiecie sokołowskim, w gminie Sterdyń. Ma status sołectwa. Obok miejscowości przepływa rzeczka Buczynka, dopływ Bugu.
| SIMC    | Nazwa              | Rodzaj    |
| ------- | ------------------ | --------- |
| 0690631 | Kolonia Pieńki     | część wsi |
| 0690648 | Nowe Mursy-Kolonia | część wsi |
| 0690654 | Pielęgosowizna     | część wsi |

W latach 1975–1998 miejscowość administracyjnie należała do województwa siedleckiego.
Mieszkańcy wyznania rzymskokatolickiego należą do parafii św. Anny w Sterdyni. 